# أرتفاي
أرتفاي (بالفرنسية: Artify)‏ هي شركة ناشئة تونسية مختصة في بث الأفلام والمسلسلات التونسية والمغاربية في إطار القانون واحترام حقوق الملكية. تأسست أرتفاي سنة 2019 ومنذ ذلك الوقت تقدم ما يزيد عن 300 عمل سينمائي من أفلام طويلة وأفلام قصيرة ووثائقيات ومسرحيات ومسلسلات وبرامج تلفزية.

## التسعيرة
بإمكان المستعملين الدفع لمشاهدة كل فيلم على حدة لمدة 48 ساعة بثمن 3 دينارات أو دفع الإشتراك الشهري الذي يبلغ 8 دينارات شهريا ويقدم الوصول لكافة المحتوى.

## الفئة المستهدفة
تستهدف منصة أرتفاي المشاهدين في المغرب العربي ذوي الإتصال بالأنترنت والمهتمين بمتابعة الأعمال الفنية المحلية. الشريحة المستهدفة تقدر بحوالي 46.5 مليون مستخدم.

## المؤسس
يحيى مقرش الرئيس التنفيذي والمؤسس لأرتفاي يحمل شهادة تخرج في هندسة الحاسوب وهو متخرج من المدرسة العليا الخاصة للهندسة والتكنولوجيا. عمل سابقا في شركة ناشئة في باريس. قرر بعد ذلك العودة إلى تونس لإطلاق شركته الخاصة.

## أنظر أيضا
- الهربة (فيلم)
- منصة سامي الفهري
- حرقة (مسلسل)

## روابط خارجية
- الموقع الرسمي